# Hannes Hoffmann
Johannes „Hannes“ Hoffmann (* 26. April 1918 in Wien; † 15. August 1988 ebenda) war ein österreichischer Operettensänger und Besitzer des Künstlertreffs „Gutruf“.

## Leben

### Herkunft und Anfang
Johannes Hoffmann geboren 1918 in Wien-Leopoldstadt und aufgewachsen in Wien-Kaisermühlen, besuchte die Mittelschule der Schulbrüder De La Salle in Wien-Strebersdorf, wo er maturierte. Im Zweiten Weltkrieg spielte er von 1938 bis 1945 verschiedene Rollen in Operetten und Theatern. Nach 1945 spielte er kleinere Rollen an verschiedenen Theatern in Wien und Salzburg. Im Jahr 1947 erwarb Johannes Hoffmann von Frau Leopoldine Gutruf das Delikatessengeschäft „English House L. Gutruf & Co“ in Wien.

### Gutruf
Johannes Hoffmann war der Inhaber des Delikatessengeschäftes „English House L. Gutruf & Co“ von 1947 bis 1966. Das Lokal „Gutruf“ in der Milchgasse in Wien wurde in dieser Zeit zum Stammlokal vieler Künstler und prominenter Gäste. Das „Gutruf“ war mit einem kleinen Hinterzimmer ausgestattet als Wohnzimmer des Intellekts. Meist trafen sich dort eine bunte Mischung an Persönlichkeiten, wie Schauspieler, Literaten, Maler, Journalisten, Bildhauer, Politiker, Filmemacher, Zeichner, Fernsehleute, Produzenten, Regisseure und Lebenskünstler. „Die frühere, alte Welt wurde teilweise in den Hinterzimmern geplant und erschaffen“, sagte Teddy Podgorski. „Im Hinterzimmer sitzt man ja nur mit engsten Freunden, mit engsten Gesinnungsgenossen, und alles, was in den vorderen Zimmern nicht geschehen, gesehen, gesprochen oder getan werden durfte, das spielte sich in den Hinterzimmern ab“. Hannes Hoffmann wurde seinerzeit auch „Der Gutruf“ genannt, weil die Gutrufianer der älteren Generation das Lokal mit ihm identifizierten.

### Herr Karl
Im goldenen Zeitalter des Gutruf wurde Geschichte geschrieben. Das „Gutruf“ war in den 1950er und frühen 1960er Jahren so etwas wie das Epizentrum der kulturellen, wirtschaftlichen und politischen Avantgarde Wiens, sagte Georg Biron. Stammgast Helmut Qualtinger stand immer im Mittelpunkt, sagte Hannes Hoffmann alias „Der Gutruf“. In dieser Zeit ist auch das zeitkritische Einpersonenstück Der Herr Karl von Carl Merz und Helmut Qualtinger entstanden. Im „Gutruf“ ließen sich Carl Merz und Helmut Qualtinger von Hannes Hoffmanns Erzählungen inspirieren. „Hannes Hoffmann bildete mit seiner servil-devoten Art eine unerschöpfliche Quelle für das Repertoire von Helmut Qualtinger. Dies auch noch unter dem Aspekt, dass die Wendeltreppe vom Lokal in den Keller sowie die Art von Hannes Hoffmann von Qualtinger im Herrn Karl nahtlos umgesetzt wurde“, schrieb Georg Biron.

## Privates
Hannes Hoffmann war in erster Ehe mit Charlotte von Ripka verheiratet, die eine Tochter Maximiliane mit in die Ehe brachte. Seit 1970 war Hannes Hoffmann in zweiter Ehe mit Brigitte (* 1940) verheiratet, die den Sohn Wolfgang (* 1959) mit in die Ehe brachte. Dieser wurde von Hannes Hoffmann adoptiert. Beruflich startete er eine zweite erfolgreiche Karriere in der Baumwollbranche im Import & Export Handel seiner Frau Brigitte Hoffmann. Zuletzt lebte er gemeinsam mit seiner Frau und Sohn in einer weitläufigen Wohnung in Wien-Währing. Hannes Hoffmann starb im Jahr 1988 im Alter von 70 Jahren in derselben.